# Conradtina acroleuca
Conradtina acroleuca är en tvåvingeart som först beskrevs av Christian Rudolph Wilhelm Wiedemann 1830.  Conradtina acroleuca ingår i släktet Conradtina och familjen borrflugor. Inga underarter finns listade i Catalogue of Life.